# チコ・フリーマン

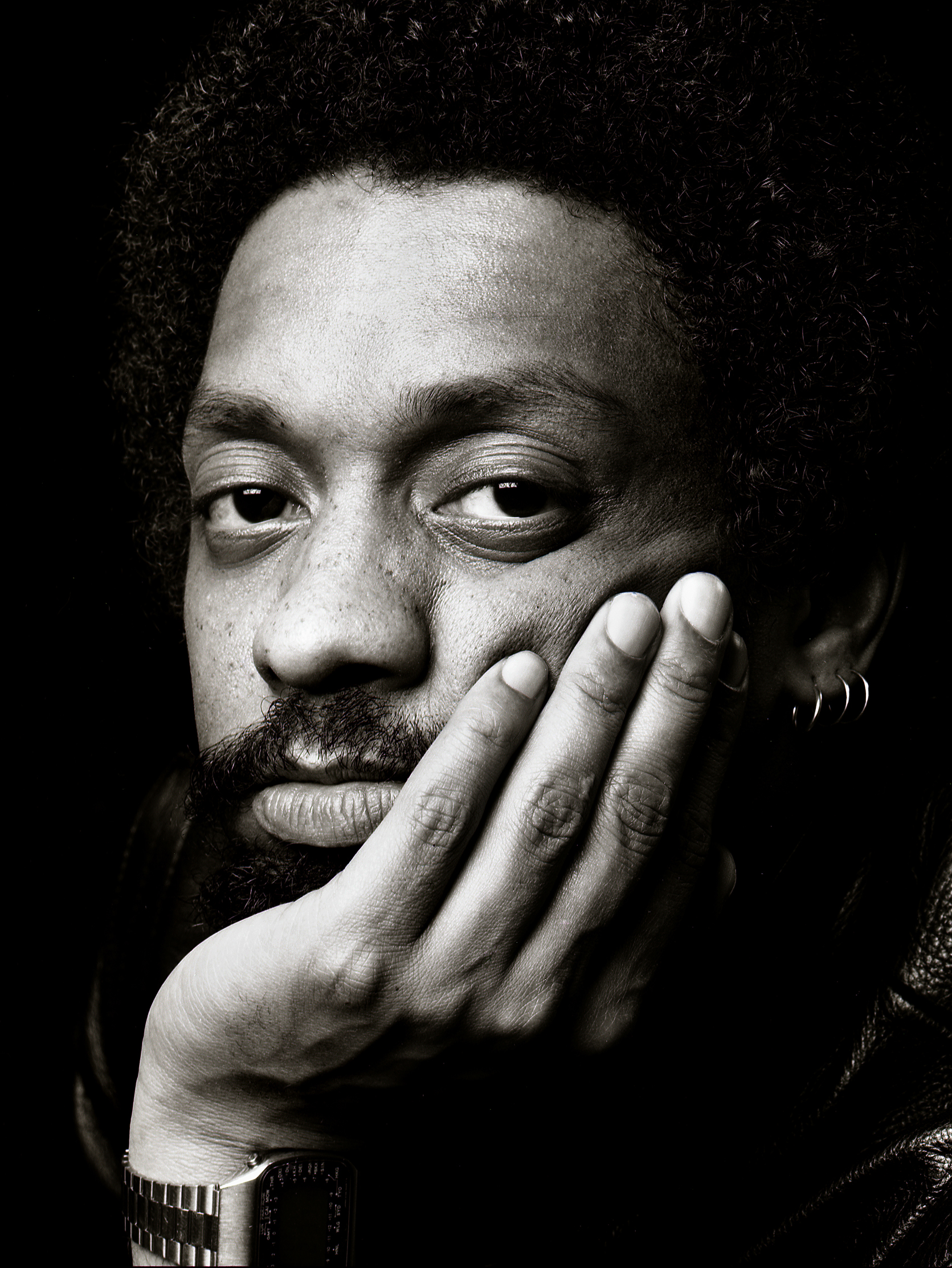
チコ・フリーマン - Portrait by Gert Chesi

チコ・フリーマン（Chico Freeman、1949年7月17日 - ）は、アメリカのモダン・ジャズのテナー・サクソフォーン奏者、トランペット奏者。ジャズ・サックス奏者ヴォン・フリーマンの息子である。1976年にアルバム『モーニング・プレイヤー』でリード・ミュージシャンとしてレコーディングを開始し、1979年にニューヨーク・ジャズ賞を受賞。1981年にはアルバム『ジ・アウトサイド・ウィズイン』でステレオ・レビューの年間最優秀レコードを受賞した。

## 生い立ち
アメリカ合衆国イリノイ州シカゴ生まれ。フリーマンは、家の地下室でトランペットを見つけた兄のエヴェレットによってトランペットの道へと誘われた。フリーマンは、マイルス・デイヴィスなどのアーティストに触発されて演奏を始めた。1967年に数学の奨学金を得てノースウェスタン大学に行き、学校でトランペットを演奏していたが、3年生になるまでサックスを演奏したことがなかった。フリーマンは1日8〜10時間を練習に費やし、サックスのセクションを試した後、すぐに専攻を音楽に変え、1972年に卒業した。その時までに、彼はサックス、トランペット、ピアノに堪能となっていた。
卒業後、フリーマンはシカゴにあるAACMの音楽学校で教鞭をとり、ガヴァナーズ州立大学で大学院生として授業を受け始め、作曲と理論の修士号を取得した。フリーマンの音楽的教養のほとんどはジャズであったが、このときにブルースにも関わり始めている。地元のシカゴのクラブで、メンフィス・スリムやラッキー・カーマイケルなどのアーティストと演奏を始めた。

## 経歴
1976年には、フリーマン自身の率いるファースト・アルバム『モーニング・プレイヤー』がリリースされた。翌年、彼はニューヨークに移り、音楽の影響力を広げていった。続く数年は、彼のキャリアの中で最も生産的なものとなり、『No Time Left』『輪廻学』『ジ・アウトサイド・ウィズイン』などのアルバムを制作した。『ジ・アウトサイド・ウィズイン』は、ステレオ・レビューから年間最優秀レコードを獲得している。
彼は1970年代後半に、ジャズの伝統に浸った現代の演奏家であるウィントン・マルサリスを含む運動の一環として知られるところとなり、インディーズ・ナビゲーションやコンテンポラリー・レコードなどのインディーズ・レーベルにてレコーディングを行った。フリーマンのアルバムには、スタンダードや、ジョン・コルトレーンなどのモダニストによる作品のほか、フリーマンとベーシストのセシル・マクビーなど同時代の面々による新曲が収録されている。1981年のアルバム『デスティニーズ・ダンス』のラインナップには、ウィントン・マルサリス、ボビー・ハッチャーソン、セシル・マクビー（ここでは2曲の作曲に貢献）がおり、フリーマンはテナー・サックスとバスクラリネットを演奏している。フリーマンは「Guataca」というバンドを結成し、2002年に『Oh, by the Way』をリリースした。フリーマンは彼のバンドだけでなく、チャカ・カーン、トーマス・スタンコ、セリア・クルス、ティト・プエンテとともに世界ツアーを行ってきた。「Guataca」のメンバーには、ヒルトン・ルイス、ルーベン・ロドリゲス、ヨロン・イスラエル、ジョヴァンニ・イダルゴが在籍している。
1989年、彼は自分自身と、デルマー・ブラウン（ボーカル、キーボード）、ノーマン・ヘドマン（パーカッション）、クリス・ウォーカー（ベース）、アーチー・ウォーカー（ドラム）からなるブレインストームと呼ばれるエレクトリック・バンドを結成した。
1998年にフリーマンはアーサー・ブライスのために『NightSong』と呼ばれるアルバムをプロデュースし、1999年にはニュースクール大学で教鞭をとり始めた。

## ディスコグラフィ

### リーダー・アルバム
- 『モーニング・プレイヤー』 - Morning Prayer (1976年、India Navigation/Whynot)
- 『チコ』 - Chico (1977年、India Navigation)
- 『ビヨンド・ザ・レイン』 - Beyond the Rain (1978年、Contemporary)
- 『キングス・オブ・マリ』 - Kings of Mali (1978年、India Navigation)
- 『ジ・アウトサイド・ウィズイン』 - The Outside Within (1978年、India Navigation)
- 『スピリット・センシティヴ』 - Spirit Sensitive (1979年、India Navigation)
- No Time Left (1979年、Black Saint) ※チコ・フリーマン・カルテット名義
- 『ピースフル・ハート、ジェントル・スピリット』 - Peaceful Heart, Gentle Spirit (1980年、Contemporary)
- 『デスティニーズ・ダンス』 - Destiny's Dance (1981年、Contemporary)
- 『輪廻学』 - Tradition in Transition (1982年、Elektra/Musician)
- 『ザ・サーチ』 - The Search (1982年、India Navigation)
- 『タンジェンツ』 - Tangents (1984年、Elektra/Musician) ※フィーチャリング・ボビー・マクファーリン
- 『朝日のようにさわやかに』 - The Pied Piper (1987年、Black-Hawk)
- Tales of Ellington (1987年、Black-Hawk)
- 『ライブ・アット「ロニー・スコット」ロンドン』 - Live at Ronnie Scott’s (1988年、Hendring) ※1986年録音。後に『Groovin' Late』として再発
- Mystical Dreamer (1989年、In & Out) ※with ブレインストーム
- You’ll Know When You Get There (1990年、Black Saint)
- Sweet Explosion (1990年、In & Out) ※with ブレインストーム
- Threshold (1993年、In & Out) ※with ブレインストーム
- The Unspoken Word (1994年、Jazz House) ※with アーサー・ブライス。ロニー・スコッツでのライブ
- 『フォーカス』 - Focus (1995年、Contemporary) ※チコ・フリーマン〜アーサー・ブライス・クインテット名義
- Still Sensitive (1995年、India Navigation)
- The Emissary (1996年、Clarity)
- Oh, by the Way (2002年、Double Moon) ※with Guataca
- Out of Many Comes the One (2004年、Arabesque)
- 『ロード・リフ・アンド・ミー』 - Lord Riff and Me (2010年、Whynot/Candid) ※1987年録音。フィーチャリング・ヴォン・フリーマン
- The Essence of Silence (2010年、CD Baby/Jive Music) ※with フリッツ・パウアー・トリオ
- Elvin: Tribute to Elvin Jones (2012年、CD Baby/Jive Music/Edel) ※with ジョー・ロヴァーノ
- The Arrival (2015年、Intakt) ※with ハイリ・ケンチッヒ
- Spoken Into Existence (2015年、Jive Music)

### ザ・リーダーズ
- 『マッドフット』 - Mudfoot (1986年、Black-Hawk)
- Out Here Like This (1987年、Black-Hawk)
- Unforeseen Blessings (1988年、Black Saint)
- 『スリッピング・アンド・スライディング』 - Slipping And Sliding (1994年、Sound Hills)
- Spirits Alike (2007年、Double Moon)